# تيري ويلكينز
تيري ويلكينز (بالإنجليزية: Terry Wilkins)‏ هو لاعب كرة قدم أسترالية أسترالي، ولد في 4 يوليو 1953.

## وصلات خارجية
- تيري ويلكينز على موقع AustralianFootball.com (الإنجليزية)
- تيري ويلكينز على موقع AFLtables.com (الإنجليزية)